# Villanueva de Gállego
Villanueva de Gállego é um município da Espanha na província de Saragoça, comunidade autónoma de Aragão. Tem 76 km² de área e em 2021 tinha 4 725 habitantes (densidade: 62,2 hab./km²).

## Demografia
| Variação demográfica do município entre 1991 e 2004 | Variação demográfica do município entre 1991 e 2004 | Variação demográfica do município entre 1991 e 2004 | Variação demográfica do município entre 1991 e 2004 |
| --------------------------------------------------- | --------------------------------------------------- | --------------------------------------------------- | --------------------------------------------------- |
| 1991                                                | 1996                                                | 2001                                                | 2004                                                |
| 2483                                                | 2734                                                | 3426                                                | 3662                                                |